# 铁钼辅因子

FeMo辅因子的结构，并标注了其与固氮酶结合的位点（Cys:半胱氨酸，His:组氨酸）。

铁钼輔因子（FeMo輔因子、FeMoco）是以固氮酶为核心的輔因子，化学式为Fe7MoS9C。固氮酶在固氮过程中負責将大气中的氮气催化转化为氨气（NH3），其含有金属铁及钼的辅因子。

## 结构
铁钼辅因子作为原子簇，可被視為两個部分团簇的组合：Fe4S3团簇和MoFe3S3团簇。两組子团簇通过三个硫（II）配体相连。其中，鐵原子通过半胱氨酸（Cys）连接到固氮酶，並與其余的三个硫原子相互键合形成四面体的局部分子结构。其余六个鐵原子在分子团簇中都分别与三粒硫相连。这六个鐵原子与中心的碳原子一同构成三角棱柱分子构型。鉬原子连接着三粒硫原子，并通过组氨酸（His）固定到固氮酶。和鉬原子同时相连的还有双配齿高柠檬酸，鉬原子附近从而就形成了八面体配位场。X光吸收细微结构（EXAFS）光谱学分析最早证实了铁钼辅因子的几何构型。其中Fe-S，Fe-Fe和Fe-Mo键长分别为2.32，2.64和2.73 Å。

## 铁钼辅因子电子性能
从电子顺磁共振结果可以发现铁钼辅因子的静态有着s=3/2的自旋态。通过单电子还原铁钼辅因子显示出电子顺磁共振沉默。深入挖掘电子在蛋白质中的转移过程可得到飞秒级辅因子更精确的动力学模型。DFT计算结果显示了其氧化态为MoIV-2FeII-5FeIII-C4−-H+，但到目前为止没有实验数据可证实其确切氧化态。

## 合成
铁钼輔因子的生物合成过程复杂，需要几个Nif基因产物，特别是nifS、nifQ、nifB、nifE、nifN、nifV、nifH、nifD和nifK（表达为nifS、NifU等蛋白）。FeMoco组装由NifS和NifU启动，将铁和硫化物聚合成小的Fe-s碎片，这些片段转移到NifB支架上，转移到NifEN蛋白（由nifE和nifN编码）之前排列成Fe7MoS9C簇，并在交付给铁钼蛋白之前重新排列。其他几个因素也参与了生物合成，如NifV是向FeMoco提供高柠檬酸的高柠檬酸合酶。NifV是蛋白因子，可能参与了钼的储存和／或转移。铁蛋白是铁钼蛋白6的电子供体。这些生物合成因子经生化、光谱或结构分析证实有确切功能和序列。

## 提纯
将硝基酶离心沉淀到铁钼蛋白和铁蛋白中分离出afo辅因子。用酸处理铁钼蛋白萃取出铁钼辅助因子。第一次萃取用N,N-二甲基甲酰胺，第二次用N-甲基甲酰胺和磷酸二鈉的混合物，最后离心沉淀。

## 鉴定辅因子中心原子
在M-cluster合成中起直接作用的三种蛋白质是NifH、NifEN和NifB。NifB蛋白负责辅助因子的Fe-S核心的组装；将两組[4Fe-4S]簇缝合在一起的过程。NifB属于SAM（s-adenosyl-l-蛋氨酸）酶超家族。在铁钼辅助因子的生物合成过程中，NifB及其SAM辅助因子直接参与了Fe-S络合物中心碳原子的插入。相当于SAM提供了一組甲基，甲基变成m簇的间隙碳化物。SAM的甲基是通过5-脱氧腺苷自由基（5-dA·）消去氢自由基来移动。推测的是，一个瞬态CH2·自由基形成，随后合并到形成fe6-碳化物的金属簇中。插入氮化酶后，间质碳仍与铁钼辅助因子相关，中心碳原子通过13C标记和脉冲EPR光谱检测得到确认。除了EPR光谱外，x射线衍射法证实了铁钼辅助因子中间有一粒中心原子，x射线发射光谱研究表明中心原子是碳，这是由于2p1s碳－铁跃迁。X射线晶体学表明虽然铁钼辅助因子不是以催化形式存在，但碳保持了结构刚性，有助描述氮化酶的反应。

## 吸附态
底物附着在辅因子上的吸附位点尚未確認。认为离间隙碳最近的鐵原子参与底物活化，而末端钼也可作为固氮的潜在位点。